# Charrūba

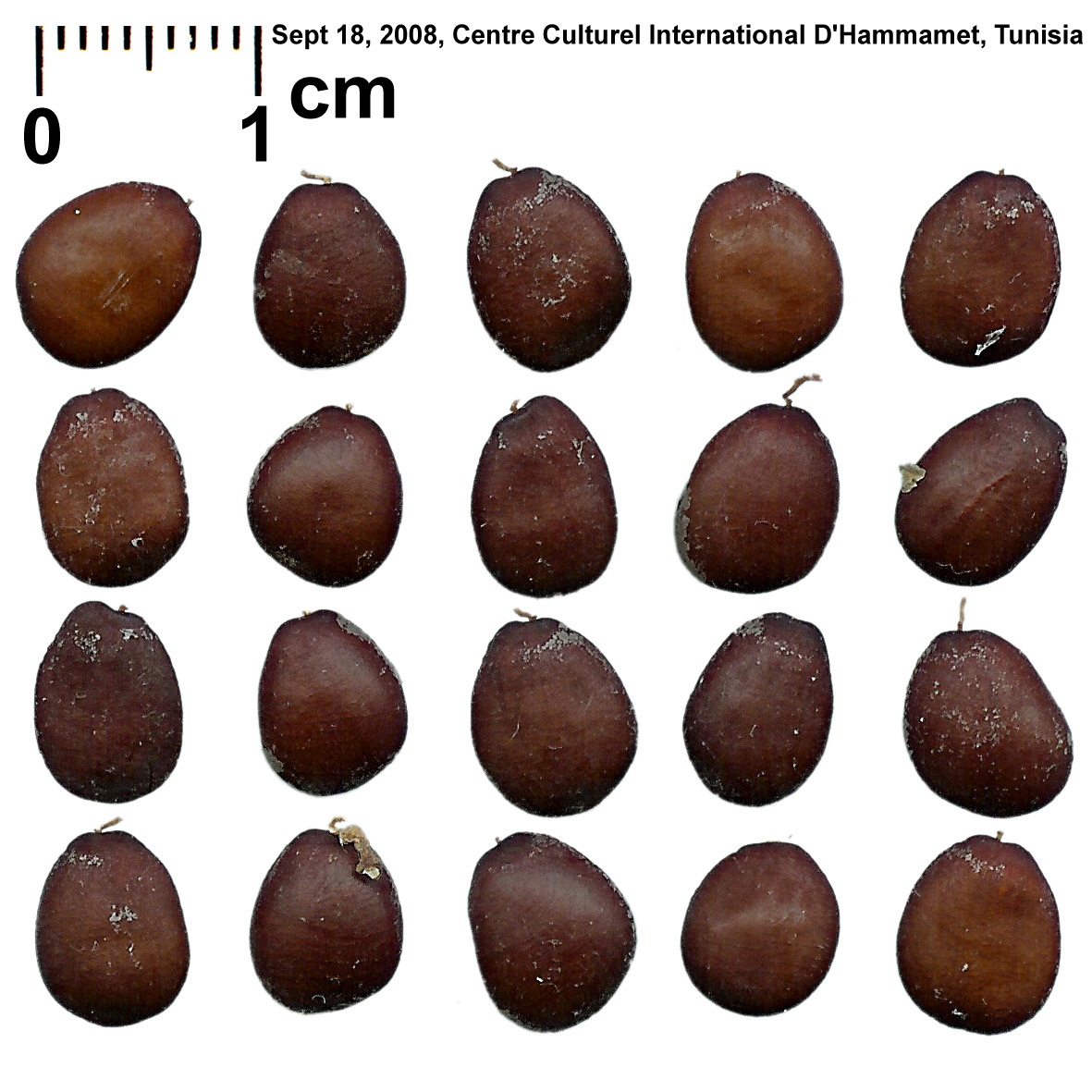
Samen des Johannisbrotbaums

Die Charrūba (arabisch خرّوبة, DMG ḫarrūba ‚Karobe‘) war ein arabisches Münzgewicht, das sich wie die Siliqua an dem Samen des Johannisbrotbaums orientierte, und mit dem Qīrāt identisch war. Der Terminus findet sich ab abbasidischer Zeit häufig auf ägyptischen Glasgewichten zur Bestimmung des Fils (1 Fils entspricht dabei 25, 30 oder 35 Charrūba). Die Wägung von gut erhaltenen Glasgewichten dieser Art ergab ein Durchschnittsgewicht von 0,196 Gramm pro Charrūba, also etwas mehr als ein Gold-Qīrāt.
Als Gewichtseinheit galt 1 Charrūba = 1 Qīrāt = 4 Habba = 1/24 Mithqāl. In frühabbasidischer Zeit wurde der Standard für den Dirham auf 13 Charrūba festgelegt.
Im fatimidischen Münzsystem entsprach die Charrūba 1/16 Dirham. Als sehr kleine Kupfermünze wurde die Charrūba auch von Roger II. in Sizilien übernommen. Nach seiner Münzreform bildeten 144 Charrūba zusammen einen Tarì. In Tunis war bis ins 20. Jahrhundert Charrūba die Bezeichnung für eine Kupfermünze.
Die Charrūba wurde auch als Volumenmaß verwendet und entsprach dann 1/16 Qadah = 0,06 Liter. In Ägypten wurde sie 1925 amtlich auf 0,129 Liter festgesetzt.

## Belege
1. ↑  Nitzai Amitai-Preis:: "Islamic Lead Coins, Weights, and Seals in the Israel Museum"  in Israel Museum Studies in Archaeology 6 (2007) 13-20. Hier S. 15.
2. ↑  Zambaur: "Kharrūba" in EI1 Bd. II, S. 983a.
3. ↑  Sauvaire: "Matériaux pour servir à l'histoire de la numismatique et de la métrologie musulmanes". 1884, S. 420f.
4. ↑  Michael Bates: "Coins and Money in the Arabic Papyri" in Documents de l'Islam médiéval: nouvelles perspectives de recherche; actes de la table ronde (Paris, 3-5 mars 1988) organisée par le Centre National de la Recherche Scientifique Inst. Français d'Archéologie Orientale, Kairo, 1991. S 43-64. Hier S. 56.
5. ↑  Hubert Houben: Roger II. von Sizilien. Herrscher zwischen Orient und Okzident. Wissenschaftliche Buchgesellschaft, Darmstadt, 1997. S. 163f.
6. ↑  Zambaur: "Kharrūba" in EI1 Bd. II, S. 983a.
7. ↑  Hinz: Islamische Masse und Gewichte. 1970, S. 38.